# Andromeda (Fernsehserie)
Gene Roddenberry’s Andromeda ist eine US-amerikanisch-kanadische Science-Fiction-Fernsehserie, die von 2000 bis 2005 in Vancouver, Kanada produziert wurde. Die Serie basiert auf einem Konzept, das Robert Hewitt Wolfe (* 1964) im Auftrag der Witwe Gene Roddenberrys, Majel Barrett Roddenberry, aus alten Konzepten des Star-Trek-Schöpfers zu einer mangels Erfolg eingestellten Serie namens Genesis II erstellte.
Zusätzlich zu dem bekannten Namen Roddenberrys wurde als weiteres Zugpferd der aus der Serie Hercules bekannte Schauspieler Kevin Sorbo engagiert.
Am 25. Mai 2004 war der Drehbeginn der fünften und letzten Staffel.
In Deutschland wurde Andromeda von RTL II, Tele 5, ProSieben Maxx und dem Pay-TV-Sender Syfy, in Österreich durch ATV ausgestrahlt. In der Schweiz läuft die Serie auf Rouge TV.

## Handlung

### Rahmenhandlung
Die Rahmenhandlung stammt ursprünglich aus dem Pilotfilm The Osiris Chronicles, der in Deutsch unter dem Namen Starship Osiris erschien. Da die Serie zu diesem Pilotfilm jedoch nie erschienen ist, wurde das Konzept nahezu identisch von der Andromeda-Serie übernommen.
Das bekannte Universum ist scheinbar seit Jahrhunderten friedlich vereint im intergalaktischen Commonwealth, beschützt von seiner Raumflotte, der Ehrengarde. Dann wird Dylan Hunt, der Captain des Flaggschiffs Andromeda Ascendant zu einem Notfall gerufen, der sich jedoch als Falle entpuppt. In der Nähe eines Schwarzen Lochs sieht sich Hunts Schiff einer Übermacht an feindlichen Schiffen gegenüber. Die Andromeda Ascendant gerät dabei bei einem Fluchtmanöver zu nahe an den Ereignishorizont des Schwarzen Lochs, wodurch sie aufgrund der Zeitdilatation in der Zeit einfriert und so die folgenden 300 Jahre an Hunt und seinem Schiff vorbeiziehen. In dieser Zeit wird das bekannte Universum von zwei Kriegen überzogen und fällt ins Chaos.
Als das zivile Bergungsschiff Eureka Maru unter dem Kommando von Captain Rebecca „Beka“ Valentine die Andromeda im Auftrag des Schurken Gerentex birgt, um sie, und besonders ihre überlegenen Waffensysteme, zu verkaufen, reagiert Hunt zunächst verständlicherweise feindselig, schließt aber bald mit Beka und ihrer aus dem genialen Ingenieur Seamus Harper, der geheimnisvollen Trance Gemini und dem Geistlichen Magog Rev Bem bestehenden Besatzung sowie dem ursprünglich als Söldner angeheuerten Nietzscheaner Tyr Anasazi einen Pakt, um das Commonwealth wieder aufzubauen.
Die Eureka Maru wird im Verlauf der Handlung praktisch zu einem Beiboot der Andromeda. In Einzeleinsätzen kommandiert Hunt die Maru und übergibt das Kommando für die Andromeda an Valentine (in einzelnen Folgen auch an Harper). In späteren Folgen treten als Beiboote der Andromeda auch Slipfighter auf.
Die erste Staffel erzählt in einzelnen Episoden, wie die Besatzung versucht, Frieden zu stiften und Mitglieder für das Neue Commonwealth zu gewinnen. In der zweiten Staffel wird klar, dass bei dem Vorhaben Eile geboten ist: ein übermächtiger Gegner, der von den Magog abstammt – „Abyss“ (englisch „Abgrund“) – tritt in Erscheinung, der scheinbar das absolut Böse verkörpert. Das ursprüngliche Konzept für den Abyss wurde verworfen, nachdem Robert Hewitt Wolfe die Serie verließ. Der Abyss blieb Widersacher der Mannschaft, wird jedoch nicht näher beleuchtet.
Trotz aller Widrigkeiten gelingt der Besatzung der Andromeda Ascendant die Gründung des Neuen Commonwealth.

### Weiterer Verlauf
Im weiteren Verlauf stellt sich die geleistete Arbeit als vergebens heraus. In den folgenden Staffeln droht nicht nur der Abyss das All mit seinem gigantischen „Weltenschiff“ ins Chaos zu stürzen, auch das Commonwealth wird durch seine Gegner stark geschwächt und von inneren Machtspielen zerrissen. Darüber hinaus werden Hunt und seine Besatzung als Verbrecher gebrandmarkt und müssen fliehen.
Doch auch innerhalb von Dylans Besatzung kommt es zu einem Zerwürfnis, das sich lange andeutete: Tyr verlässt die Andromeda Ascendant, um als genetische Reinkarnation des ersten Nietzscheaners Drago Museveni, die Stämme der Nietzscheaner zu vereinen. Aus dem Besatzungsmitglied wird somit ein Antagonist. Später wird er jedoch von seinen alten Freunden aufgehalten und stirbt.
Verfolgt von Kopfgeldjägern trifft Dylan noch mehrmals auf den Abyss und seine Agenten. In den letzten Folgen der vierten Staffel versucht die Besatzung der Andromeda Ascendant die Raumstation Arkology vor dem Magog-Weltenschiff zu beschützen, scheitert jedoch bei diesem Vorhaben. Anscheinend kann allein Hunt durch die geheimnisvolle „Route der Zeitalter“ entkommen (ins abgeschiedene Seefra-System, wie in der finalen Staffel enthüllt wird).
In der fünften und letzten Staffel strandet die schwer beschädigte und antriebslose Andromeda im Seefra-System. Alle scheinbar im vorherigen Staffelfinale Gestorbenen sind auch hier gelandet und Dylan muss alles mobilisieren, um wieder zurück in den von den Magog bedrohten Weltraum zu kommen. Es wird im Verlauf der letzten Folgen immer klarer, dass das mysteriöse Crewmitglied Trance Gemini der Avatar einer leibhaftigen Sonne (der Tarn Vedra/Seefra-Sonne) ist. Dylan bricht mit Trance Hilfe erbittend zu den Lambent Kith Nebeln auf, dem Konzil der Sonnen-Avatare, denen aber das Schicksal der restlichen Galaxie egal zu sein scheint. Dylan stellt sich nun endgültig zwischen den Abyss und die Avatare der Sonnen unter Führung der verräterischen Maura. Denn nun hat er die Wahrheit, dass beide Seiten letztlich das Universum zerstören wollen, erkannt.

## Besetzung

### Hauptdarsteller
| Schauspieler            | Rolle                       | Staffel | Staffel | Staffel | Staffel | Staffel | Deutsche Stimme     |
| Schauspieler            | Rolle                       | 1       | 2       | 3       | 4       | 5       | Deutsche Stimme     |
| ----------------------- | --------------------------- | ------- | ------- | ------- | ------- | ------- | ------------------- |
| Kevin Sorbo             | Dylan Hunt                  | HR      | HR      | HR      | HR      | HR      | Torsten Michaelis   |
| Lexa Doig               | Andromeda/Rommie            | HR      | HR      | HR      | HR      | HR      | Silvia Mißbach      |
| Lisa Ryder              | Rebecca „Beka“ Valentine    | HR      | HR      | HR      | HR      | HR      | Arianne Borbach     |
| Gordon Michael Woolvett | Seamus Zelazny Harper       | HR      | HR      | HR      | HR      | HR      | Dennis Schmidt-Foß  |
| Laura Bertram           | Trance Gemini               | HR      | HR      | HR      | HR      | HR      | Julia Ziffer        |
| Keith Hamilton Cobb     | Tyr Anasazi                 | HR      | HR      | HR      | GA      |         | Jörg Hengstler      |
| Brent Stait             | Reverend Behemiel (Rev Bem) | HR      | HR      | GA      | GA      |         | Hans Teuscher       |
| Steve Bacic             | Gaheris/Telemachus Rhade    | GA      | GA      | GA      | HR      | HR      | Charles Rettinghaus |
| Brandy Ledford          | Doyle                       |         |         |         |         | HR      | Ranja Bonalana      |

HR = Hauptrolle
GA = Gastauftritt

## Technologischer Hintergrund

### Das Schiff
Die Andromeda Ascendant ist sowohl ein über 300 Jahre altes Relikt als auch eines der technisch fortgeschrittensten Raumschiffe, die das bekannte Universum kennt. Das Schiff gehört als „Stolz der Ehrengarde“ zu den schweren Kreuzern der Glorious-Heritage-Klasse (im Verlauf der Serie deutsch teils falsch als „glorreicher Kreuzer der Heritage-Klasse“ übersetzt) und ist nach den Angaben der Künstlichen Intelligenz Rommie des Schiffes ein reines Kriegsschiff, das alleine durch den Einsatz der konventionellen Waffen ganze Planeten zerstören kann. Es wird jedoch im Zuge des Wiederaufbaus des Commonwealth auch für nicht-militärische Zwecke eingesetzt. Das Schiff hat eine Länge von 1.301 Metern.
Die Andromeda hat 40 Raketenabschussrampen, die pro Sekunde jeweils 8 Schuss abgeben können. Damit kann das Schiff pro Minute 19.200 Raketen abfeuern. Die Raketen können an Bord nachproduziert werden. Zu den zahlreichen Waffen zählen auch sogenannte Nova-Bomben, die ganze Planetensysteme auslöschen können, indem sie die Schwerkraft im Zentralgestirn aufheben und es so durch den eigenen Druck explodieren lassen. Ein Schiff wie die Andromeda hat normalerweise 40 Stück an Bord.

### Künstliche Intelligenzen
Jedes Raumschiff der Ehrengarde ist mit einer künstlichen Intelligenz – kurz KI – ausgestattet, welche die volle Kontrolle über die Schiffssysteme besitzt und diese für die Besatzung vollständig automatisiert. Dabei gleicht keine KI der anderen: Jede der künstlichen Intelligenzen besitzt eine eigene Persönlichkeit.
Die KIs sind zwar Teil des Schiffs und besitzen einen eigenen Willen, sind aber immer einem kommandierenden Offizier unterstellt, dessen Befehlen sie gehorchen müssen. Nicht selten entstehen Freundschaften zwischen der KI und Mitgliedern der Besatzungen (wie beispielsweise zwischen Dylan Hunt und Rommie (der KI der Andromeda)).

### Antrieb
Über den Antrieb unterhalb der Lichtgeschwindigkeit ist wenig bekannt. Überlichtschnelle (und offenbar auch auf der Zeitachse eines > 4-dimensionalen Universums stattfindende) Fortbewegung gestattet der Slipstream, bei dem sich das Raumschiff in hyperdimensionale Fäden von Strings einfädelt. Zeitreisen mit Zeitparadoxon sind damit möglich und in einigen Folgen der Serie auch umgesetzt worden.
Um in den Slipstream eintauchen zu können, ist ein Slipstreamportal erforderlich. Zur Navigation während des Slipstreams wird ein organisches Bewusstsein benötigt. Damit kann das anvisierte Ziel mit 99 % Wahrscheinlichkeit erreicht werden.

## Wichtige Planeten
- Tarn Vedra war die Zentralwelt des Commonwealth und ist die Heimatwelt der Vedraner.
- Tarazed ist eine Demokratie mit einer funktionierenden Gesellschaft nach dem Vorbild des Commonwealth. Nachdem Captain Hunt das zweite Commonwealth errichtet hat, wird Tarazed, das anfänglich gezögert hatte, Mitglied im Commonwealth zu werden, zur neuen Zentralwelt.

## Produktion

### Hintergründe
Die Produzenten der Serie, die ursprünglich von Robert Hewitt Wolfe auf Basis alter Skripte von Gene Roddenberry konzipiert wurde, befürchteten, dass die Serieninhalte zu komplex und intellektuell würden, und entließen Wolfe schließlich Mitte der zweiten Staffel. Die Episode „Grenzgänger“ ist die letzte, für die Wolfe verantwortlich zeichnete. In ihr gestand Wolfe einige der geforderten Änderungen zu, die die Serie einfacher und leichter verständlich machen sollten.
Daraufhin verfasste Wolfe einen Einakter, die sogenannte „Coda“ (ital. Schwanz, vor allem in der Musik gebräuchlich), seine alternative Fortführung der Handlung, und veröffentlichte sie auf seiner Website. Die Coda beantwortet viele in der Serie offengelassene Fragen.

## Rassen und Gruppierungen

### Menschen
Menschen sind die verbreitetste Spezies im Gebiet des Commonwealth.

### Magog
Magog sind eine primitiv wirkende aggressive humanoide Spezies, die intergalaktische Reisen beherrschen und andere Spezies überfallen. Ihre Gesichter sind fledermausartig, ihr restlicher Körper ist mit einem langen Fell bedeckt, außerdem haben sie scharfe Klauen als Hände und verfügen über ein paralysierendes Gift. Sie vermehren sich, indem sie ihre Eier in die Bäuche der Spezies legen, die sie überfallen; zumeist handelt es sich dabei um Menschen, die unweigerlich sterben, wenn die Larven ein bestimmtes Entwicklungsstadium erreicht haben. Das Entfernen der Eier und Larven ist nahezu unmöglich, ohne dass der Wirt dadurch stirbt. Der Abyss konstruierte für sie das Weltenschiff, ein gewaltiges Gebilde von 20 Planeten und mit einer Sonne in seinem Inneren. Diese Planeten nennt man Hohlwelten. Sie dienen Billionen von Magog als Heimstatt und sind Ausgangspunkt für eine groß angelegte Invasion.
Der Name der Magog leitet sich vermutlich von den Gog und Magog aus der Offenbarung des Johannes ab, zwei Völkern, die laut dieser Satan befreit und für ihn aus Dankbarkeit gegen die Armee Gottes kämpfen.

### Nietzscheaner
Nietzscheaner (Homo sapiens invictus – also „unbesiegbarer vernunftbegabter Mensch“) wurden durch gentechnische Veränderung aus normalen Menschen erschaffen und sind größer, stärker und schneller, immun gegen die meisten Gifte und Krankheiten sowie wesentlich widerstandsfähiger gegenüber allen Umweltbedingungen. Sie sollten lebende Götter sein, herausragende Geister in Wissenschaft, Kunst und Poesie. Geschaffen wurden sie von dem menschlichen Genetiker Paul Museveni, der auf der von ihm auf dem Planeten gegründeten Ayn Rand Station den ersten Nietzschenaner, Drago Museveni, erschuf. Die Nietzscheaner hängen den Lehren des deutschen Philosophen Friedrich Nietzsche an.
Nach dem Untergang des Commonwealth begannen die nietzscheanischen Stämme sich gegenseitig zu bekämpfen, was bis in die Gegenwart der Serie anhält. Diese Kriege führten zur Auslöschung vieler kleinerer Stämme (wie die Atreus, Kodiak, Al-Sharif, Three Rivers und Banyamulenge) und fesseln die Mächtigeren wie die Drago-Kazov oder die Sabra-Jaguar in immerwährenden Grenzkonflikten. Jedoch hält sich die Legende, dass eines Tages der Stammvater Drago Museveni durch genetische Reinkarnation wiedergeboren wird, um die Stämme zu einen und um sich zu sammeln. Das Streben der Nietzscheaner nach körperlicher und genetischer Perfektion führt dazu, dass nietzscheanische Frauen ihre Partner nach genetischen Gesichtspunkten auswählen und zuweilen behinderte Kinder nach der Geburt getötet werden.
Nietzscheaner sehen aus wie normale Menschen, sind jedoch alle großgewachsen und muskulös und haben eine makellose Haut. Das wesentliche Merkmal der Nietzscheaner sind je drei Knochenklingen ähnlich der Fangarme einer Gottesanbeterin, welche aus dem Unterarm wachsen und als Waffe dienen. Sie stellen die Zugehörigkeit des Nietzscheaners zu seinem Stamm dar.
Die Nietzscheaner haben als „genetische Übermenschen“ eine große Ähnlichkeit mit den Morthans (more than humans – mehr als Menschen) aus den Romanen von David Gerrold, aber auch mit den „Augments“ aus Roddenberrys bekanntestem Werk Star Trek.

### Vedraner
Die Vedraner vom Planeten Tarn Vedra sind die Begründer des intergalaktischen Commonwealth. Die vedranische Gesellschaft ist matriarchalisch organisiert. Da die Anzahl der männlichen Vedraner fünf Mal höher ist als die der weiblichen, hält sich eine Frau meist mehrere Männer, wobei jeweils das dominante Männchen das Recht zur Paarung hat. Aus diesem Grund war das Oberhaupt des Commonwealth die Kaiserin von Tarn Vedra, obwohl die Macht in den Händen einer vom Volk gewählten Regierung lag.
Die Vedraner ähneln mit ihrem menschlichen Oberkörper und ihren vier Beinen den Zentauren der griechischen Mythologie. Die Haut und das Blut der Vedraner sind von blauer Farbe. Sie haben kein Fell, stattdessen ist ihr Kopf und Unterkörper mit einem Feder-Flaum bedeckt. Männliche Vertreter haben auf Kopf und Rücken einen ausgeprägten Kamm, der mit bunten Federn geschmückt ist. Sie gelten als die Entdecker des Slipstreams, der die Möglichkeit bietet, gigantische Distanzen in relativ kurzer Zeit zu überbrücken, und bauten so ein riesiges Reich auf, welches die Grundlage für das spätere Commonwealth bildete. Tarn Vedra gilt in späteren Folgen als verschollen.

### Than-Thre-Kull (Than)
Die Than sind humanoide Insektoiden, d. h., sie haben nur je ein Arm- und Beinpaar, aber ein Exoskelett, Facettenaugen, Mandibeln und einen vage ameisenähnlichen Körperbau. Sie sind etwas kleiner als ein durchschnittlicher Mensch. Sie sind Hermaphroditen, die in großen Brutgruppen zusammenleben.
Fünf verschiedene genetische Varianten, die sich in der Farbe der Exoskelette offenbaren, bilden die Grundlage für das Kastensystem der Than: Gelb sind die Arbeiter, grün die Krieger, rot Techniker und Ingenieure, blau Lehrer und Wissenschaftler, diamant Anführer und Priester.
Die Than sind ein stolzes Volk, das eine wichtige Stütze des alten sowie des neuen Commonwealth darstellt. Sie gelten als robust, hochintelligent und zivilisiert. Die Than haben als eines der wenigen Völker den Slipstream ohne Unterstützung der Vedraner entdeckt.

## Figuren

### Captain Dylan Hunt
Dylan Hunt (gespielt von Kevin Sorbo) ist der kommandierende Offizier auf der Andromeda und, vom Geburtsdatum her betrachtet, etwas über 300 Jahre alt, als er von der Besatzung der Eureka Maru im Ereignishorizont eines Schwarzen Lochs mit seinem Schiff entdeckt wird. Dylan stellt sich der räuberischen Crew der Eureka Maru entgegen, die die Andromeda bergen und für sich beanspruchen will. Entsetzt erfährt Dylan, dass das Commonwealth durch einen langen und blutigen Krieg zerstört wurde. Seitdem herrscht Chaos in der Galaxie. Mit seiner neuen Crew nimmt Dylan seine bisher größte Mission an: er möchte das Commonwealth wieder aufbauen. Später erfährt Dylan, dass er der letzte Überlebende der „Paradyne“ ist (ein „Weltengänger“), von einem paradiesischen Ort. Er besitzt daher auch die Fähigkeit, durch die Zeit zu reisen und zu navigieren.

### Rebecca „Beka“ Valentine
Beka kam als Tochter der reichen Senatorin Talia Waterkurk zur Welt, wuchs aber dennoch in sehr armen Verhältnissen unter der Obhut ihres drogensüchtigen Vaters Ignatius Valentine und dessen Geschäftspartner und Freund Sid Barry auf. Sie hungerte als Kind so oft, dass ihr „Wahlonkel“ Sid manchmal Vitamine in ihr Essen spritzen musste. Nach einer langen und drogenabhängigen Teenagerzeit konnte Beka endlich genesen, war aber lange Zeit depressiv. Sie und ihr Team bergen Captain Dylan Hunt und schließen sich seinem Team zum Wiederaufbau des Commonwealths an. Sie kann durch Nanozellen in ihren Haaren ihre Haarfarbe beliebig ändern. In der 5. Staffel wird sie zur Matriarchin aller Nietzscheaner.
In Robert Hewitt Wolfes Coda findet Rebecca „Beka“ Valentine alle Teile des Motors der Schöpfung. Wolfe plante, dass der Charakter am Ende der Serie der neue Abyss wird, um ein Gleichgewicht im Universum zu gewährleisten.

### Seamus Zelazny Harper
Über Seamus Harpers Vergangenheit ist wenig bekannt; unter anderem die Tatsache, dass er in Boston auf der Erde geboren und aufgewachsen ist. Er ist der neue Bordingenieur der Andromeda. Er und Beka sind seit langem gute Freunde, sie verbrachten in ihrer Jugend oftmals Zeit miteinander. Nach Bekas Aussage war er es, der sie von den Drogen losriss. Genaueres ist darüber allerdings nicht bekannt. Harper gilt Captain Dylan Hunt und der Mannschaft der Andromeda gegenüber als sehr loyal. Durch einen Datenport an seinem Hals ist es ihm möglich, in Computersysteme und in einigen Fällen auch in Gehirnstrukturen anderer Personen einzudringen.
Er war es, der den Avatar Rommie für die Andromeda erschaffen hatte. Seine Liebe zu den Dingen, die er selbst erschaffen hatte, verdeutlichte sich am meisten bei ihr.
In Robert Hewitt Wolfes Coda wird Harper zu einem Teil des „Konsensus der Bauteile“, einer Art Zusammenschluss von intelligenten Maschinenbauteilen, die sich je nach Funktion beliebig zusammensetzen können.
Die Mannschaft trifft den Konsensus der Bauteile in Folge 16 der ersten Staffel.

### Tyr Anasazi
Er war einst ein Söldner. Er versucht die Kontrolle über die Drago-Khazov zu übernehmen, was ihm später auch gelingt. Er verändert seine genetische Struktur so, dass es so aussieht, als ob er die genetische Reinkarnation des ersten Nietzscheaners, Drago Museveni, sei. Im Kampf gegen Dylan Hunt stürzt Tyr schließlich in den Abyss.
In Robert Hewitt Wolfes Coda errichtet Tyr Anasazi ein neues Großreich der Nietzscheaner.

### Andromeda/Rommie
Rommie wird gespielt von Lexa Doig. In der Serie ist Rommie die Künstliche Intelligenz der Andromeda Ascendant, einem Raumschiff. Der Ingenieur Seamus Harper erschuf ihr einen humanoiden Avatar, in den er auch ein wenig vernarrt zu sein scheint.
Rommie hat die komplette Macht und Kontrolle über ihr Schiff. Außer als Avatar kommuniziert sie mit der Crew via Hologramm oder Videoschirm. Sie verhält sich der Crew gegenüber sehr loyal, besonders zu ihrem Captain Dylan Hunt. Der Avatar hat Fähigkeiten, die beim Menschen Superkräften gleichkommen würden, sie kann sich beispielsweise, wenn erforderlich, extrem schnell bewegen und extreme Kräfte entwickeln. Außerdem ist sie kaum anfällig für Verletzungen. Die Sensoren in ihren Händen kann sie einsetzen, um bei Menschen innere Verletzungen zu diagnostizieren, aber auch um als eine Art Lügendetektor zu fungieren. Obwohl sie ein Android ist, hat sie menschliche Gefühle, wie man z. B. in der Folge „Star Crossed“ sehen kann, in der sie sich in Gabriel (gespielt von Lexa Doigs späterem Ehemann Michael Shanks) den Avatar eines anderen Schiffes verliebt, während sie mit ihm zusammenarbeitet.
Die beiden Rommies (Hologramm und Avatar) interagieren perfekt miteinander, sind jedoch eigenständig. Seit der Avatar erschaffen wurde, scheint sich dieser unabhängig von der KI des Schiffes entwickelt zu haben. Manchmal sieht man beide sogar miteinander plaudern, in seltenen Fällen streiten sie sogar miteinander. Ihr größter Unterschied ist wohl, dass der von Harper erschaffene Avatar versucht, menschlich und sentimental zu sein, während das Schiff selbst eher in seiner „Rolle“ als Kriegsschiff bleibt.
Am Ende der vierten Staffel wird Rommie zerstört. Alles, was übrig blieb, war ihr teilweise zerstörter Kopf und der Kern der KI. Harpers erster Versuch, sie wiederherzustellen, scheiterte, und Rommie versuchte ihn zu töten, bevor sie sich selbst zerstörte. Deshalb verzichtete Harper auf sie und stoppte ihre KI. Stattdessen benutzt er einige ihrer Teile zur Erschaffung eines neuen Androiden, Doyle. Als Rommie zur Benutzung des Slipstreamantriebs gebraucht wird, weigert sich Harper sie zu reparieren. Doyle übernimmt Rommies Reparatur auf Dylans Bitte hin. Doch die Schäden an der KI sind so extrem, dass Rommie versucht, ihre alte Crew zu töten. Durch einen Upload ihrer eigenen Persönlichkeitsmuster, die Harper aus Rommies altem Kernspeicher entnommen hatte, schafft Doyle es, die „alte“ Rommie wieder zurückzubringen.

### Rev Bem
Rev Bem wird vom Schauspieler Brent Stait verkörpert. Brent Stait musste die Rolle jedoch aufgrund einer Allergie gegen seine Maske aufgeben. Er ist jedoch später noch einige Male in Gastauftritten zu sehen. Nach einer Verwandlung ist Rev kein Magog mehr und Stait bekommt eine neue Maske.
Rev Bem, der Wissenschaftsoffizier der Andromeda, ist Magog und Mitglied der Religionsgemeinschaft „der Weg“. Er muss dafür jedoch seine Instinkte, andere Lebewesen zu töten und aufzufressen, unterdrücken. Rev Bems voller Name lautet „Reverend Behemiel der Weitgereiste“. Sein Magog-Name lautet „Rotpest“.
Rev Bem gründet in Robert Hewitt Wolfes Coda das Reich der Fatalfi.

### Trance Gemini
Trance Gemini, gespielt von der kanadischen Schauspielerin Laura Bertram, gehört einer Rasse von „Sonnenavataren“ an und ist als Avatar der Sonne von Tarn Vedra die älteste ihres Volkes, obwohl sie anfangs einfach nur als merkwürdige Außerirdische auftritt. Sie verfügt über mehrere mysteriöse Fähigkeiten. Sie kann in mehreren Universen agieren. So hat sie beispielsweise stets großes Glück bei Zufallsentscheidungen, was darauf zurückzuführen ist, dass sie in mehreren Realitäten existiert und über die Möglichkeit verfügt, reale Geschehnisse zu simulieren und zu variieren. Auch erholt sie sich von einer eigentlich tödlichen Schussverletzung, was damit erklärt wird, dass sie als Sonnenavatar kein biologisch lebendes Wesen ist. Sie kann ihre Körpertemperatur anscheinend auch beliebig variieren und damit wie in der Folge „Der Tunnelwächter“ Fesseln und Ketten schmelzen. Sie kann auch als Supernova explodieren und dabei gewaltige Energien freisetzen. Diese Möglichkeit bietet sie an, um die im Seefra-System gefangene Crew zu befreien, indem sie zu einer Supernova wird, um den fast erschöpften Energiespeicher der Andromeda wieder aufzuladen. Sie ist an Bord der Andromeda als Medizinerin tätig und kümmert sich um die Pflanzen des hydroponischen Gartens.
In der Coda erklärt Trance Gemini Harper, dass sie der Rasse der Lucifern oder Lichtbringer (Original: „Lightbringer“, siehe auch Luzifer) steht, angehört.
Diese sind die Gegenspieler des Abyss, der in der Coda für Harmonie und Perfektion, in der Energie und Masse zusammengehalten werden, steht. Damit ist sie vergleichbar mit Si Kitu im Perry-Rhodan-Universum als Hüterin der Schöpfung.
Mit dem Motor der Schöpfung (Original: „Engine Of Creation“) ließen die Lucifer das Universum immer wieder neu entstehen, während der Abyss die schwarzen Löcher verwendet, um das Universum wieder zu einer Einheit zu formen.
Trance ist in dieser Fassung auch keine Person im eigentlichen Sinne, sondern ein Stern in der Sternenkonstellation Zwillinge (engl. „Gemini constellation“, lat. Gemini = Zwillinge). Sie verhält sich trotzdem wie ein Mensch.
Die Lucifer erschufen ihre Körper selbst, in die sie ihr Bewusstsein über den Slipstream hineinprojizierten. Diese Verbindung ist auch in Episode 21 der ersten Staffel (Die Odyssee) erkennbar, da die Mannschaft dort für viele Stunden durch schwer passierbare Slipstream-Routen reist und sich Trances Gesundheitszustand dramatisch verschlechtert. Die Vermutung, dass die Verbindung zu ihrem Stern schwächer wurde, liegt nahe. Weil ihr Körper nur ihr Instrument war, konnte sie auch nicht sterben, als sie in der zweiten Folge erschossen wurde.
Das Konzept wurde verworfen, nachdem Robert Hewitt Wolfe die Serie verlassen musste.
Durch die Änderungen in Trances Hintergrundgeschichte sind viele Fragen unbeantwortet geblieben und gleichzeitig sind Ungereimtheiten entstanden, über die Fans der Serie immer noch debattieren.

### Telemachus Rhade
Ein von Steve Bacic gespielter Nietzscheaner, der die genetische Reinkarnation von Gaheris Rhade verkörpert, Dylans ehemaligen ersten Offizier, der ihn bei der Schlacht von Hephaistos betrogen hatte. Er nimmt im Verlauf der vierten Staffel den Platz von Tyr Anasazi ein, nachdem dieser, offensichtlich von eigenen Plänen und vom Abyss beeinflusst, die Andromeda verlässt.

## Trivia
- Zu Beginn jeder Folge wird eine bekannte oder erfundene philosophische Weisheit eingeblendet. Entsprechend der Anzahl der Folgen gibt es 110 dieser Zitate. Die Zeitangabe n. C. bedeutet „nach Gründung des Commonwealth“.
- In der Pilotfolge wurde auf die alte Rolle Sorbos als „Hercules“ angespielt, als man über ihn sagte „Der Typ sieht aus wie ein griechischer Gott“.
- In den Goofs und Outtakes der Serie, unter anderem in der 100. Folge im Abspann sieht man Kevin Sorbo mit Felsbrocken durchs Bild laufen. Dieser kommentiert das ganze mit „Ups, das war wohl ein Hercules-Flashback!“
- In Staffel 5 Episode 4 öffnet Dylan eine Klappe in seinem Quartier und holt das Schwert sowie die blonde Perücke von Hercules heraus.
- Captain Hunts Verlobte wird gespielt von Sam Sorbo, der Ehefrau von Kevin Sorbo, nachdem sich beide ursprünglich bei einem gemeinsamen Dreh für die Serie Hercules kennen gelernt haben.
- Lexa Doigs Ehemann Michael Shanks hat einige Gastauftritte in der Serie.
- Das Titelstück der ersten Staffel „March Of The High Guard“ wurde von Alex Lifeson, dem Gitarristen der kanadischen Rockband Rush komponiert.
- In Staffel 5 Episode 20 gibt es eine Anspielung auf Star Wars Episode IV. Rommie und Doyle begegnen ein paar Eindringlingen, worauf Rommie sagt: „Wir sind nicht die Droiden, die Sie suchen“ und macht dabei die typische Handbewegung des Jedi-Geistestricks.
- Bereits 1973 wurde ein Pilotfilm zu Roddenberrys Genesis II mit Alex Cord in der Rolle Dylan Hunt produziert; mangels Erfolgs ging die Fernsehserie damals allerdings nicht in Produktion.
- In Staffel 1, Episode 11 sowie Staffel 3, Episode 4 tritt John de Lancie auf. Dieser ist u. a. aus diversen Star-Trek-Episoden bekannt, in welchen er Q verkörpert.
- In diversen Episoden treten Schauspieler aus der Serie Stargate – Kommando SG-1 auf, Michael Shanks (Daniel Jackson) und Christopher Judge (Teal’c) als Schiffs-Avatare und in der 5. Staffel Don S. Davis (General George Hammond) als Bekas Vater, sowie Brandy Ledford als Doyle (Undercover-Tok'Ra Lord Sarin) sowie in Stargate Atlantis (menschlicher Wissenschaftsoffizier auf Taranis)
- Das Commonwealth, die friedliche Vereinigung von Planeten, erinnert an die aus dem Star-Trek-Universum bekannte United Federation of Planets.
- In Folge 94 der Serie Star Trek: Raumschiff Voyager (Staffel 4) erkunden Lieutenant Paris und Commander Chakotay ein verlassenes Schiff der Föderation. Bei Betrachtung des unbekannten Antriebs sagt Paris: „Sie nennen dieses Ding einen Quanten-Slipstream-Antrieb“, woraufhin Chakotay entgegnet: „Das habe ich noch in keinem Ingenieurs-Handbuch gelesen.“ Bei Star Trek gibt es bis dahin nur die Warp-Technologie.

## Auszeichnungen
- 2002: Gemini Award für Ryan Nicholson und Francesca von Zimmerman (bestes Make-Up)
- 2002: 17. Annual Gemini Award für Gordon Michael Woolvett (Hottest Star)